# Helmuth Gerloff
Helmuth Wilhelm Gerloff (* 21. September 1894 in Magdeburg; † 17. März 1975 in Hannover) war ein deutscher Bauingenieur und Hochschullehrer sowie Polizeigeneral, zuletzt Generalmajor der Polizei und SS-Brigadeführer im Zweiten Weltkrieg.

## Leben
Der Lehrersohn legte 1912 am Königlichen Domgymnasium Magdeburg seine Reifeprüfung ab und studierte anschließend Bauingenieurwesen an der Technischen Hochschule Charlottenburg. Im Sommersemester 1912 wurde er im dortigen Corps Saxonia aktiv. Nach Ausbruch des Ersten Weltkrieges meldete er sich freiwillig zum Magdeburgischen Pionier-Bataillon Nr. 4, wo er bei den Minenwerfern  zum Einsatz kam. Er wurde 1916 zum Leutnant der Reserve befördert und war zuletzt Kompanieführer. Nach dem Krieg wurde Gerloff Anfang Januar 1919 aus der Armee entlassen und schloss sich in Berlin einem Freikorps, dem Stab der Garde-Kavallerie-Schützen-Division an U. a. nahm er an der Niederschlagung des Spartakusaufstandes teil. Zwischenzeitlich hatte er sein Studium an der TH Charlottenburg fortgesetzt und parallel Volkswirtschaft an der Friedrich-Wilhelms-Universität Berlin studiert. Er war Mitinitiator der Deutschen Studentenschaft und des Deutschen Hochschulrings. Das Studium schloss er 1920 als Diplom-Ingenieur ab.
Nach Studienende und Entlassung aus der Reichswehr als Angehöriger der Garde-Kavallerie-Schützen-Division betätigte sich Gerloff bis 1924 in Berlin als Referent am Hauptsitz der Technischen Nothilfe und war an deren Aufbau beteiligt. Von 1925 bis 1928 war er Geschäftsführer einer vom Reichswehrministerium geschaffenen Gesellschaft zur Ausstattung der Schwarzen Reichswehr und anderer paramilitärischer Formationen. Danach war er 1929 Geschäftsführer des Exportunternehmens DIA und ab 1930 Eigner von DUREX, ebenfalls ein Exportunternehmen. Von 1930 bis 1933 war er führend beim „Akademischen Wissenschaftlichen Arbeitsamt“ tätig, das inoffiziell der Organisation des studentischen Wehrsports diente und 1933 dem Reichs-SA-Hochschulamt angegliedert wurde.
Gerloff wurde 1932 zum Dr.-Ing. promoviert und habilitierte sich im darauffolgenden Jahr. Anschließend wirkte er zunächst als Privatdozent bis März 1935, dann als außerordentlicher Professor und schließlich ab Herbst 1942 als ordentlicher Professor für Feldbefestigungsbau sowie Feldbefestigungswesen und Arbeitsplanung an der Wehrtechnischen Fakultät der TH Berlin-Charlottenburg.
Noch vor der Machtergreifung durch die Nationalsozialisten trat Gerloff zum 1. November 1932 der NSDAP bei (Mitgliedsnummer 1.362.697). Anfang März 1933 wurde er Mitglied der SS (SS-Nummer 126.060) und bekleidete in der Folgezeit bei dieser NS-Organisation diverse Funktionen. Ab Mitte September 1937 war er nebenamtlich als SS-Führer beim Stab des SS-Hauptamtes und beim Leiter der Technischen Nothilfe Hans Weinreich tätig. Von 1937 bis 1939 war er zudem Landesführer Kurmark der Technischen Nothilfe.
Nach Beginn des Zweiten Weltkrieges leistete er Militärdienst beim Sturm-Pionier-Bataillon 43. Danach leitete er 1940/41 die Versuchsabteilung der Pionierschule II. Von September 1941 bis September 1944 war er Kommandeur der Polizeitechnischen Akademie, die im September 1943 in Technische SS- und Polizeiakademie umbenannt wurde. Die Akademie befand sich in Berlin-Zehlendorf und diente der Waffenentwicklung sowie der technischen Ausbildung von SS-Männern und Polizisten. Wesentliche Teile dieser Forschungsstätte wurden im Frühjahr 1943 kriegsbedingt nach Brünn in das Protektorat Böhmen und Mähren verlagert. Vor Ort mussten dort anfangs Zivilisten und Gestapohäftlinge und ab Herbst 1943 auch Häftlinge aus dem KZ Auschwitz Zwangsarbeit leisten zur Sanierung des für die Akademie vorgesehenen Dienstsitzes und auf dem etwas abseits gelegenen Übungsgelände der Einrichtung. Zu diesem Zweck wurde ein Außenlager des KZ Auschwitz eingerichtet, das anfangs kurzzeitig von dem berüchtigten Lagerführer Gerhard Palitzsch geleitet wurde.
Im Zuge einer Neustrukturierung wurde er im September 1943 als Kommandeur der Akademie Amtschef im Hauptamt Ordnungspolizei. Ende Januar 1942 war er zum SS-Brigadeführer und Generalmajor der Polizei befördert worden, dem höchsten Rang, den er bei SS und Polizei erreichte. Zeitgleich wurde er mit dem Kriegsverdienstkreuz I. Klasse ausgezeichnet. Im Februar 1944 besuchte er mit dem Reichsführer-SS Heinrich Himmler die Heeresversuchsanstalt Peenemünde. Im März 1945 wurde er in den Ruhestand verabschiedet.
Nach Kriegsende befand sich Gerloff in amerikanischer Internierung. Während der Nürnberger Prozesse wurde er im August 1947 vernommen. Später lebte er in Bielefeld. Er war Mitglied des Bielefelder Stadtrats und gehörte dem Aufsichtsrat der Bielefelder Stadtwerke und der Stadtsparkasse Bielefeld an. Er war ein sogenannter 131er. Verheiratet war Gerloff mit Elsa, geb. Meißner (8. März 1893–12. September 1975).